# 快取一致性

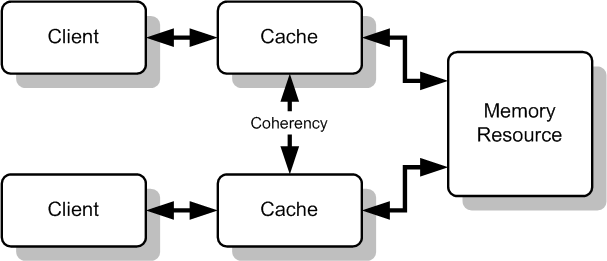
在快取記憶體中的共享資源

在計算機科學中，快取一致性（英語：Cache coherence，或cache coherency），又譯為快取連貫性、快取同調，是指保留在快取記憶體中的共享資源，保持資料一致性的機制。
在一個系統中，當許多不同的裝置共享一個共同記憶體資源，在快取記憶體中的資料不一致，就會产生問題。這個問題在有數個CPU的多處理機系統中特別容易出現。
快取一致性可以分為三個層級：
1. 在进行每個寫入運算时都立刻採取措施保证資料一致性
2. 每個獨立的運算，假如它造成資料值的改變，所有線程都可以看到一致的改變結果
3. 在每次運算之後，不同的線程可能會看到不同的值（這也就是沒有一致性的行為）